# 觉波日追
觉波日追（藏語：ཇོག་པོ་རི་གྲོད་，威利转写：jog po ri khrod），位于西藏自治区拉萨市城关区，是一座藏传佛教格鲁派寺院。

## 简介
觉波日追的遗迹位于娘热沟最西端。此处在1959年之前是觉波喇嘛（Jokpo Lama）的地产。最初此地是色拉寺麦巴扎仓（Mé College.）僧人觉波仁波切（’Jog po rin po che）的静修之所。这位僧人是一位大冥想者，根据传统，在其圆寂后，其遗体保持在永久冥想的平衡状态，存放在仲巴康村（Zhungpa Regional House temple），据说在此该遗体的头发和指甲仍在生长。1959年之前，该遗体已经被掩埋并腐朽。康村（khang tshan）于1980年代获得重建。觉波仁波切的遗骨被发掘出来。这些遗骨如今存放在该康村的粘土塑像内部。